# 八月の虹
『八月の虹』（はちがつのにじ）は、2006年8月11日から2006年8月24日まで放送された、史上初のCMの枠内を使ったショートドラマ。

## ストーリー
大手企業に勤めるビジネスマン・沢木隆明は、忙しいながらも幸せな日々を過ごしていた。ある日、沢木は真っ黒の大地に放り出された。ただひたすらに歩き続ける沢木だが、やがてある真実を目の当たりにする。そこはおよそ40年後の未来、2045年の地球の変わり果てた姿だった。

## キャスト
- 沢木隆明：唐沢寿明
- レイ：りょう
- サイ：村杉蝉之介
- 沢木久子：目黒真希

## スタッフ
- 監督：中野裕之
- 脚本：小林弘利、小山佳奈、志伯健太郎
- 企画：株式会社電通
- 制作：株式会社東北新社

## 主題歌
- ナナムジカ「七つの海」「プロローグ」